# Crocus nerimaniae
Crocus nerimaniae là một loài thực vật có hoa trong họ Diên vĩ. Loài này được Yüzb. mô tả khoa học đầu tiên năm 2004.